# 世界宣教団
世界宣教団（せかいせんきょうだん）はプロテスタント系の団体。現在は日本基督教団に吸収され、部制廃止により消滅している。

## 歴史
- 1927年 世界宣教団　Missionary Band of the World　に所属する、F.アベル（Abel, Fred 1878-1968）宣教師家族が来日して、埼玉県深谷市で伝道を開始した。埼玉県と東京の各地で伝道をして教会を建てた。
- 1933年 聖書信仰連盟に加盟する。
- 1940年 自由メソヂスト教会、日本ナザレン教会、日本同盟基督協会と共に日本聖化基督教団を結成した。
- 1941年 日本基督教団の成立にあたり、第八部を構成した。その後自然消滅する。現在は、日本基督教団深谷教会と本庄旭教会がその流れを受け継いでいる。